# Tadas Adomonis
Tadas Adomonis (* 22. Februar 1910 in Ferma bei Raguva; † 5. April 1987 in Vilnius) war ein litauischer Kunsthistoriker und Schriftsteller.

## Leben
Adomonis besuchte das Progymnasium in Raguva und das Gymnasium in Marijampolė. Seit 1931 arbeitete er in der Presse- und Bildungsabteilung von Kaunas, von 1937 bis 1940 in Bibliotheken in Kaunas und von 1940 bis 1948 in Bibliotheken in Vilnius. Von 1948 bis 1956 war er stellvertretender Direktor der Zentralbibliothek der Litauischen Akademie der Wissenschaften. 1949 erhielt er einen Abschluss in Kunstgeschichte an der Universität Vilnius. Anschließend lehrte er an der Kunstakademie Vilnius, von 1950 bis 1976 war er dort Leiter der Abteilung für Kunstgeschichte. Neben seiner kunsthistorischen Tätigkeit war er auch als Schriftsteller tätig.